# Берёзовское сельское поселение (Подгоренский район)
Березовское сельское поселение — муниципальное образование в Подгоренском районе Воронежской области.
Административный центр — посёлок Сагуны.

## Административное деление
В состав поселения входят:
- посёлок Сагуны,
- село Берёзово,
- посёлок Красный Восход,
- хутор Сухая Россошь,
- хутор Крамарев,
- хутор Скорынин.